# Anisotacrus kurilensis
Anisotacrus kurilensis är en stekelart som beskrevs av Dmitriy R. Kasparyan 2007. Anisotacrus kurilensis ingår i släktet Anisotacrus och familjen brokparasitsteklar. Inga underarter finns listade i Catalogue of Life.